# Roque de los Muchachos
Le Roque de los Muchachos est le point culminant de l'île volcanique de La Palma, dans les îles Canaries. Constitué d'un des rebords de la caldeira de Taburiente, son altitude est de 2 428 mètres.
Il est situé dans le parc national de la Caldera de Taburiente à proximité de l'observatoire du Roque de los Muchachos. Depuis ce sommet, il est possible de voir l'ensemble de l'île de La Palma et en particulier la caldeira de Taburiente, ainsi que les îles de Tenerife, El Hierro et La Gomera. Il est accessible en voiture (petit parking).

## Honneur
L'astéroïde (2946) Muchachos est nommé en son honneur.